# Belmont Township (Illinois)
Pour les articles homonymes, voir Belmont Township.
Belmont Township est un township du comté d'Iroquois dans l'Illinois, aux États-Unis,. En 2010, le township comptait une population de 2 610 habitants.

## Source de la traduction
- (en) Cet article est partiellement ou en totalité issu de l’article de Wikipédia en anglais intitulé « Belmont Township, Iroquois County, Illinois » (voir la liste des auteurs).